# Herrschaft Dürkastel

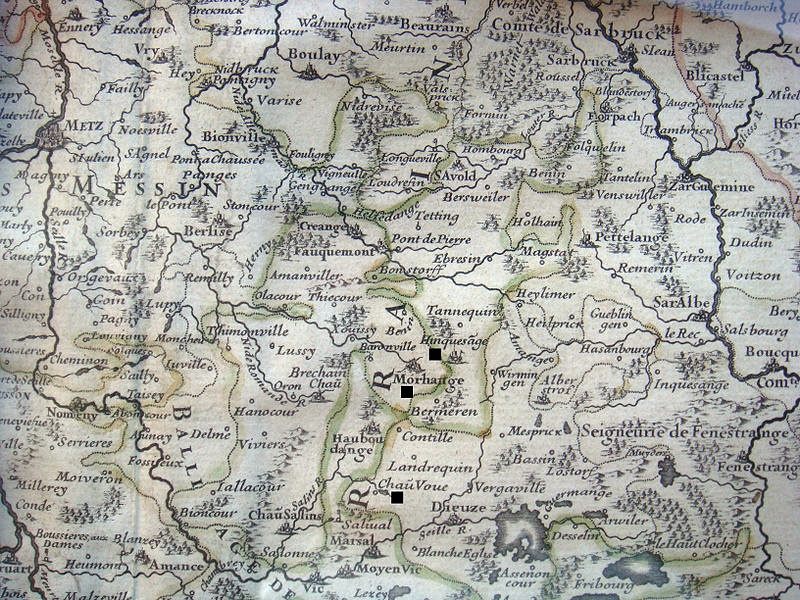
Hingsange, Morhange und Château-Voué auf der Karte des Herzogtums Lothringen nach Sanson, Paris 1700

Die Herrschaft Dürkastel (französisch Seigneurie de Château-Voué) war eine Herrschaft in Lothringen, die von den Bischöfen von Metz als Erblehen ausgegeben wurde. Nach der endgültigen Abtretung des Bistums Metz an Frankreich im Jahr 1648 durch den Westfälischen Frieden wurden die Herren von Dürkastel Vasallen des Königs von Frankreich.

## Territorium
Die Herrschaft Dürkastel umfasste Dürkastel (Chateau-Voué) mit Dédeling, Sotzeling, Wuisse, Kœcking und Val-de-Bride, weiter Hampont, Obreck, Burlioncourt, Conthil, Lidrequin, Virming etc.
Den Mittelpunkt der Herrschaft bildete die Burg in Chateau-Voué.

## Die Herren von Dürkastel
Im 14. Jahrhundert war die Seigneurie Château-Voué im Besitz der Familie Morsperch de Torcheville. 1325 wurde die Ortschaft als Chastel Le Wouweit in einer Urkunde bezüglich des Kriegs der vier Herren (1324–1326) erwähnt. Die Seigneurs Rodolphe und Renault von Château-Voué unterstützten die Stadt Metz in jenem Krieg. 1333 verzichteten Guillaume de Torcheville und der Bischof von Metz zugunsten des Herzogs von Lothringen auf ihre Rechte bezüglich Chaisteil vowey beziehungsweise Chastel Voiley (Château-Voué). Im weiteren Verlauf des 14. Jahrhunderts taucht die Familie Guermange als Seigneurs der Ortschaft auf. Die Guermanges waren Vasallen der Morsperch de Torcheville.
Durch Heirat fiel ein Teil der Seigneurie der Morsperch de Torcheville 1404 an Jean de Pfaffenhofen, dem Spross einer elsässischen Adelsfamilie. Schon 1415 verkaufte Jean seinen Teil (fünf Achtel) der Burg an Henri Hase von Dievelich. 1445 besaß Henri Hase von Dievelich drei Achtel der Burg. Er verstarb um 1460. Seine Tochter war vor ihm gestorben, sie war zweimal verheiratet gewesen, zunächst mit Damian von Helmstatt und dann mit Henri von Rathsamhausen und hatte fünf Kinder hinterlassen. Während die beiden Töchter abgefunden wurden, erhielten die drei Söhne 1461 je einen Anteil an der Burg.
Während der Burgunderkriege (1474–1477) belagerten die Truppen von Karl dem Kühnen 1475 die Burg und steckten sie in Brand.
Die Familie von Helmstatt war ein Zweig der Göler von Ravensburg aus dem Kraichgau. Sie hatte hier über sieben Generationen den Sitz einer Nebenlinie, die von den Bischöfen in Metz weitere Lehen unter anderem in Hingsingen und Sarralbe erhielt, Besitz und Rechte in Saarbrücken und in diversen Dörfern hatte. 1591 kam die Hälfte der Herrschaft Dürkastel an Johann Philipp von Helmstatt, dessen fünf Söhne den Besitz 1599 an Wilhelm von Hunolstein verkauften. Die Vögte von Hunolstein hielten Dürkastel über insgesamt neun Generationen bis zur französischen Revolution.

## Belege
1. ↑  L. Jean S. 173
2. ↑  L. Jean S. 8–13
3. ↑  L. Jean S. 15–17
4. ↑  L. Jean S. 19f
5. ↑  L. Jean S. 201
6. ↑  L. Jean S. 21
7. ↑  L. Jean S. 50
8. ↑  L. Jean S. 63–149